# Premsa d'Andorra
Aquest article presenta els periòdics que es publiquen a Andorra. La història de la premsa andorrana remunta a principis del segle xx. No ha estat gaire regular i no sempre en llengua pròpia. És només amb l'accés a la independència que Andorra accedeix a tenir premsa regular.

## Llistat de periòdics andorrans
| Nom del diari                      | Temàtica    | Tendència                          | Tipus    | Format      | Grup editorial                                                                                            | La Direcció                                                 | Ref.          |
| ---------------------------------- | ----------- | ---------------------------------- | -------- | ----------- | --- | ----------------------------------------------------------- | ------------- |
| Diari d'Andorra                    | generalista | Dreta andorrana                    | pagament | gran format | Premsa Andorrana                                                                                          | Ramon Serra i Farrero, Ignasi de Planell, Joan Ramon Baiges | [ 1 ]         |
| El Periòdic d'Andorra              | generalista | Esquerra espanyolista i monàrquica | pagament | digital     | Entitat de Desenvolupament Familiar SA obre Andorrana de Publicacions per explotar el diari del Grup Zeta | Enric Dolsa i Font, Irina Rybalchenko                       | [ 3 ]         |
| Bondia                             | generalista | Dreta andorrana                    | gratuït  | gran format | La Veu del Poble                                                                                          | Naudi d'Areny i Plandolit                                   | [ 4 ] [ 5 ]   |
| Altaveu                            | generalista | Esquerra andorrana                 | gratuït  | digital     | Altaveu SL                                                                                                | Alfons Miralles i Bellera                                   | [ 7 ]         |
| Fórum.ad                           | generalista | Dreta andorrana                    | gratuït  | digital     | - |                                                             | [ 8 ]         |
| ARA Andorra                        | generalista | Catalanista                        | gratuït  | digital     | Edició de Premsa Periòdica Ara                                                                            |                                                             | [ 10 ]        |
| Digitalandorra.com (Poble Andorrà) | generalista | Dreta espanyolista                 | gratuït  | digital     | |                                                             | [ 11 ]        |
| La Valira                          | generalista | Esquerra, republicà i espanyolista | gratuït  | digital     | El Triangle                                                                                               |                                                             | [ 14 ] [ 15 ] |

## Lliure expressió
D'ençà l'arribada al poder de la formació política de dreta Demòcrates per Andorra la lliure premsa ha fet objecte de mancances notables. Reporters Sense Fronteres rebaixa des del 2016 a cada any la notació d'Andorra en relació a la lliure premsa. Andorra se situa en el 73è lloc en lliure premsa, havent caigut fins a 40 posicions de la notació inicial. El país es troba al costat d'Hongria, Kossove, el Congo, Malta o Nepal. Els seus veïns més propers, Espanya i França, es troben al 30è i 21è llocs. Reporters Sense Fronteres denuncien que les grans empreses del país, el sector financer i el govern andorrà continuen exercint censura.

## Premsa desapareguda[18]
- Andorra Directe
- Bussiness
- Poble Andorrà (digital, anys 2020)
- Poble Andorrà (escrit, anys 1990)
- L'Esportiu
- Què!
- Més Andorra
- Crònica
- Ciutadans